# Rassemblement du peuple français
Pour les articles homonymes, voir RPF.
Ne doit pas être confondu avec Rassemblement pour la France.
Le Rassemblement du peuple français (RPF) est un parti politique français, créé par Charles de Gaulle en 1947 et mis en sommeil en 1955. Refusant de se situer dans le clivage droite-gauche bien que souvent classé à droite, il est par ailleurs la seule formation de l'histoire du gaullisme lancée par le général de Gaulle.
Visant à défendre les propositions développées par son fondateur dans son discours de Bayeux de 1946, il est, avec le Parti communiste français, le principal parti politique de l’époque. Résolument hostile à la IVe République, il défend le renforcement des prérogatives du pouvoir exécutif, ainsi qu’un programme souverainiste, anticommuniste et favorable à une troisième voie entre capitalisme et communisme.
À la suite d’importants succès à plusieurs élections, lors desquelles il dépasse ou talonne le PCF, le parti connaît des divisions internes, décline sur le plan électoral et en nombre d’adhérents, puis est mis en sommeil par le général de Gaulle, qui reviendra finalement au pouvoir à la faveur de la crise de mai 1958.

## Historique

### Lancement par le général de Gaulle

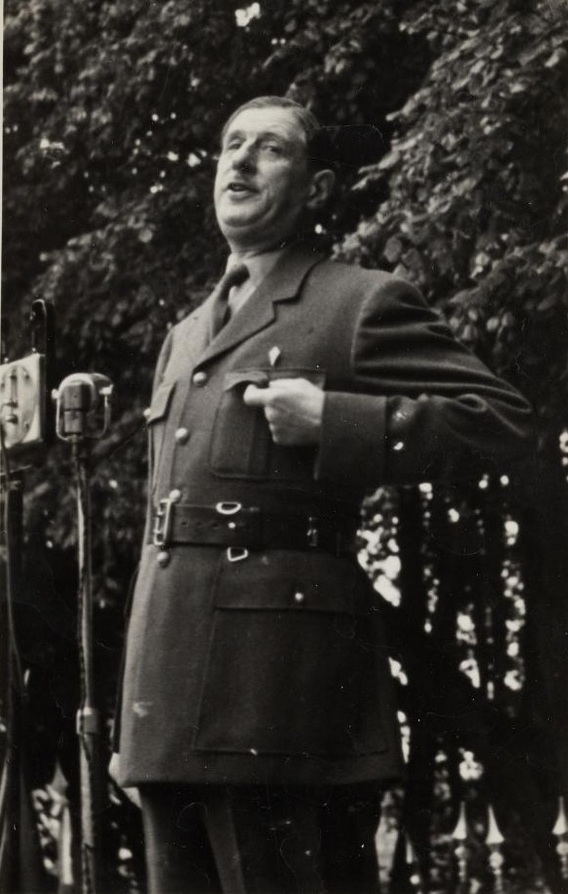
Charles de Gaulle lors de son discours de Bayeux de 1946.

#### Genèse et fondation
Pendant la Seconde Guerre mondiale et les mois qui suivent, Charles de Gaulle refuse de créer un parti politique. En 1945, le Mouvement républicain populaire (MRP), formation démocrate-chrétienne et centriste, fait figure de parti de refuge pour un certain nombre de gaullistes. Mais la rupture est consommée en 1946 à propos du choix des institutions à donner à la France (discours de Bayeux).
La décision de créer le Rassemblement du peuple français est prise durant l'hiver et annoncée par le général de Gaulle dans son discours de Strasbourg du 7 avril 1947. Lors de l'annonce de sa création officielle, le 14 avril suivant, le Général appelle à le rejoindre « tous les Français et les Françaises qui veulent s'unir à lui pour le salut commun ». Souhaitant rassembler le plus largement possible, de Gaulle autorise la double appartenance, permettant aux membres de tous les partis politiques — sauf ceux du PCF et ceux qui se sont compromis avec le régime de Vichy — d'adhérer au RPF tout en restant dans leur parti d'origine.
À ses débuts, le RPF peut compter sur des personnalités comme Jacques Soustelle, André Malraux, René Capitant, Jacques Foccart et Louis Vallon, qui entendent protester contre la Constitution de la IVe République.

#### Nombre et profil des adhérents
En un an, selon les spécialistes, le Rassemblement du peuple français devient un parti de masse en atteignant un demi-million d’adhérents, juste derrière le Parti communiste français (PCF). Le parti revendique même un million de membres.
Les adhérents du RPF sont principalement issus des classes moyennes (artisans, commerçants, cadres moyens, employés). Le parti attire plus de femmes que les autres formations (plus d'un quart des effectifs), dont Marie-Madeleine Fourcade, célèbre résistante. Il regroupe aussi bien des monarchistes maurrasiens (Pierre Bénouville et le colonel Rémy, qui finit par adhérer à l'Association pour défendre la mémoire du maréchal Pétain et sera poussé à la démission par de Gaulle) que des républicains de gauche (André Malraux, Jacques Soustelle, René Capitant et Roger Barberot), des modérés (Gaston Palewski et Jacques Baumel), des démocrates-chrétiens (Louis Terrenoire et Edmond Michelet), des radicaux (Jacques Chaban-Delmas, Michel Debré, René la Combe), ou des socialistes comme Louis Vallon, et même Manuel Bridier, dirigeant national des jeunesses communistes.

### Apogée aux municipales de 1947

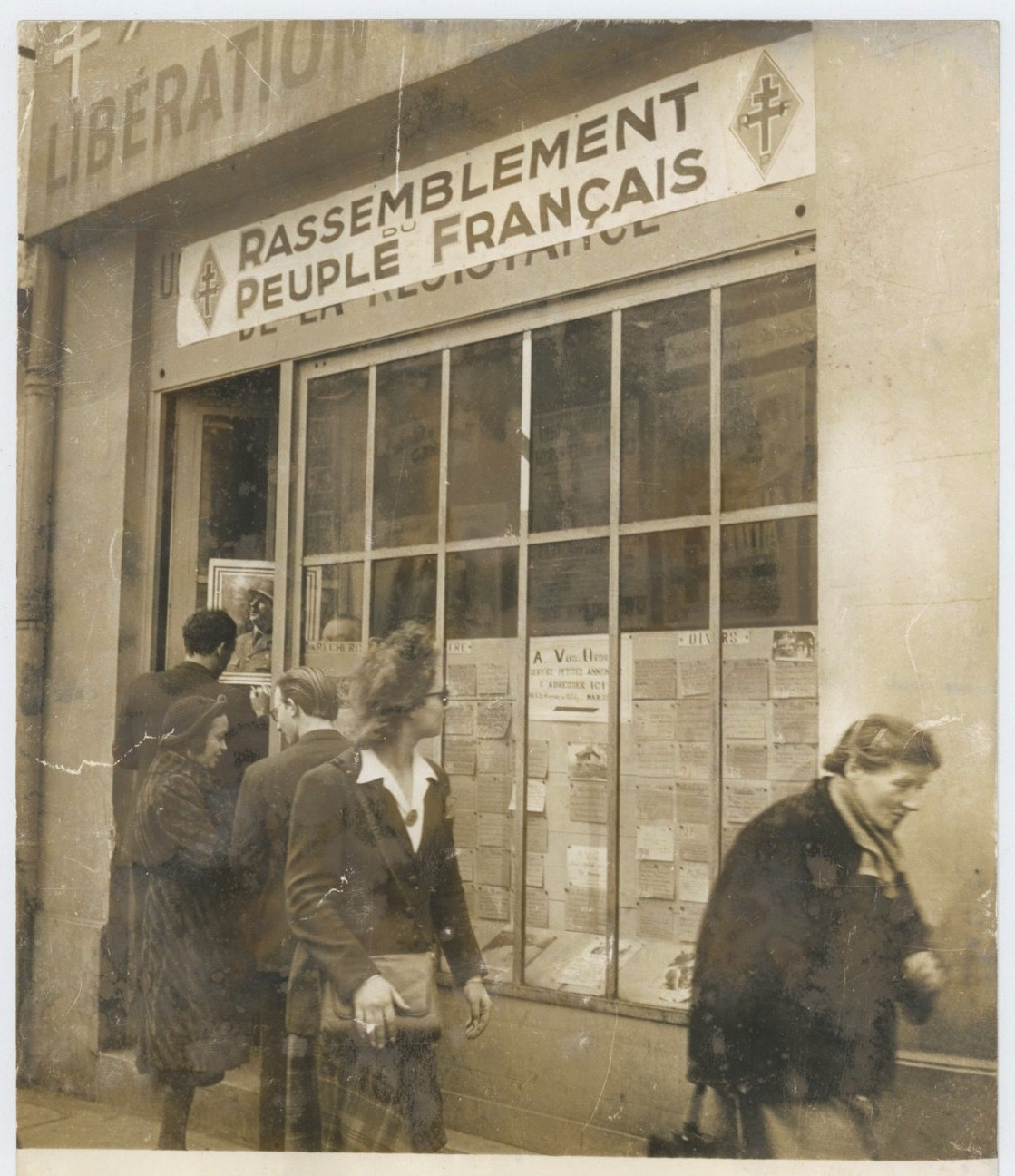
Permanence parisienne du RPF, vers 1947.

Six mois seulement après sa création, le RPF remporte les élections municipales des 19 et 26 octobre 1947, avec des campagnes massives, comme la diffusion de 10 000 tracts dans la petite ville minière de Briey ou le lancement par un avion de prospectus au-dessus de Nancy. Il obtient 38 % dans les villes de plus de 9 000 habitants, tandis que le MRP chute à 10 %. À gauche, le rapport de force reste stable, avec un PCF à 30 % ; mais la défection ou l'abstention de la SFIO lors de l’élection des maires par les conseils municipaux permet au RPF de prendre les mairies de Paris, Marseille, Bordeaux, Lille, Strasbourg et Rennes, ainsi que des communes plus petites, souvent au détriment du PCF. Son implantation dans la France rurale reste cependant médiocre, le MRP y faisant de bons scores.
Peu après les débordements communistes de novembre 1947, de Gaulle choisit la ville minière de Saint-Étienne, qui en fut le théâtre, pour présenter son projet d'association capital-travail.
Le RPF profite de sa victoire aux municipales pour demander la dissolution de l’Assemblée nationale, mais sans l'obtenir. Au contraire, les parlementaires retardent la tenue des élections cantonales, prévues pour octobre 1948 à mars 1949, ce qui conduit de Gaulle à faire organiser par Christian Fouchet une « campagne du timbre » pour renflouer financièrement le mouvement gaulliste (près de deux millions et demi de vignettes de cinquante francs sont envoyées par les Français). En 1951, un livre, La France sera la France : ce que veut Charles de Gaulle, est publié pour mieux faire connaître les idées du fondateur du RPF.

### Affaiblissement et échecs

#### Discrédit du RPF marseillais
La gestion des évènements sociaux de l'automne 1947 contribue à affaiblir le parti gaulliste. En effet, c'est le gouvernement de la « Troisième Force » et son ministre de l'Intérieur Jules Moch qui rétablissent l'ordre au moment où de nombreux Français craignent un basculement du pays vers un régime communiste. Le recours à de Gaulle semble alors moins nécessaire pour les conservateurs, les modérés et le patronat.
À Marseille, la mauvaise réputation du service d'ordre du RPF va nuire au parti après l'affaire Vincent Voulant. S'étant présenté en rempart contre le « péril rouge » mais montré peu regardant sur ses colistiers, le maire de la ville, Michel Carlini, souffre rapidement de la sulfureuse réputation de certains de ses adjoints venus d'une droite locale discréditée. Dès le 11 janvier 1949, une lettre de Louis Gence au général de Gaulle accuse Carlini de pratiquer un « sabianisme à étiquette RPF », en référence à Simon Sabiani, figure du PPF marseillais, qui avait dirigé la commune dans les années 1930 avant sa mise sous tutelle et qui utilisait comme agents de la fraude électorale ses amis du milieu marseillais (Paul Carbone, François Spirito, Antoine Guérini).
Charles de Gaulle choisit Marseille pour le premier congrès du RPF, en avril 1948, alors que la commune représente de l’avis de beaucoup un échec clair du gaullisme municipal. Cette situation contribue à la scission du RPF au printemps 1952, quand Henry Bergasse, le seul député RPF des Bouches-du-Rhône, fait partie des 26 qui votent l’investiture d'Antoine Pinay. Depuis 1950, Bergasse dénonçait le fait que « la municipalité fait du tort au RPF » et « cède tout à Defferre », pour se ménager son quotidien Le Provençal.
En novembre, le RPF participe aux élections au Conseil de la République. Quelque 42 % des sénateurs élus s'inscrivent à l'intergroupe gaulliste mais seuls 19 % (56 sénateurs) constituent un véritable groupe gaulliste, appelé l’Action démocratique et républicaine.

#### Censure médiatique de De Gaulle
Pendant cette période, Charles de Gaulle est interdit d'antenne radio alors que les journaux nationaux lui sont très majoritairement hostiles. Il doit donc se déplacer dans toute la France pour faire connaître son programme. Cependant, il peut compter sur une nouvelle presse affiliée au RPF, comme L'Étincelle, Le Rassemblement (de 1948 à 1954), Liberté de l'esprit (de 1949 à 1954), mais aussi sur quelques éditions locales, telles que Le Démocrate des Charentes ou La Voie libre (bulletin). Cette presse gaulliste ne connaît néanmoins qu'une faible diffusion[réf. nécessaire].
Ce sont les déplacements du général de Gaulle ou de ses porte-paroles officiels (Jacques Debû-Bridel, André Malraux, Gaston Palewski, Geneviève de Gaulle, le colonel Rémy, Jean Nocher, Robert Boulin) qui popularisent ses discours. À ces occasions, les réunions du RPF sont souvent accueillies par des militants communistes aux cris de « fascistes ! » et des affrontements opposent alors souvent gaullistes et communistes (cf. infra).
Les élections cantonales de 1949 sont un nouveau succès pour le RPF, bien que le score soit en retrait par rapport aux élections municipales de 1947. Ses places fortes sont le nord de la France (au-delà d'une ligne Bordeaux-Genève) : Alsace, Lorraine, Nord, Seine, littoral atlantique jusqu'au Pays basque. En dépit de ses performances électorales, le mouvement connait une chute sensible du nombre de ses adhérents alors même que sa position se renforce dans le milieu étudiant par l'entremise de Pierre Dumas ou de Jacques Dominati.

#### Élections législatives de 1951
La préparation des élections législatives de 1951 se fait non sans difficultés et les acceptations ou refus d’investitures de candidats se font dans la discorde, avec plusieurs démissions d’adhérents. Au scrutin législatif, le RPF obtient plus de quatre millions de voix (22 % des suffrages exprimés) et 117 députés, mais le nouveau système électoral dit des « apparentements » limite son succès. L’importante victoire souhaitée à l’occasion de ces législatives n'a donc pas lieu (la direction souhaitait obtenir plus de 200 élus) et les députés RPF ne sont pas assez nombreux pour infléchir la politique sociale, ni les institutions.

### Vers la mise en sommeil

#### Isolement politique

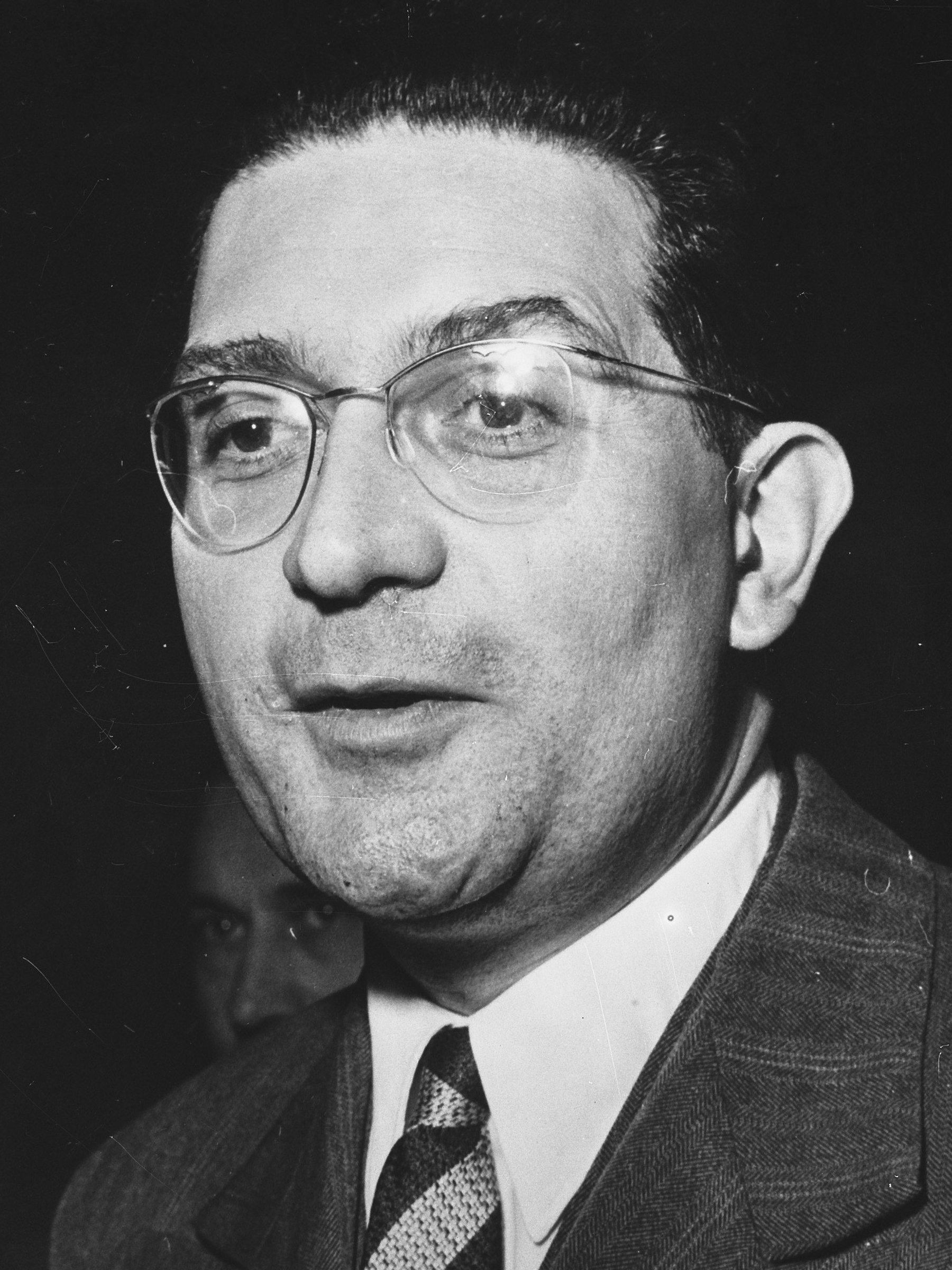
Jacques Soustelle, président du groupe RPF à l’Assemblée nationale, est pressenti pour devenir chef du gouvernement lors de la crise ministérielle de janvier 1952, mais renonce en raison de l’opposition du général de Gaulle, hostile à tout compromis avec le régime des partis.

Très populaire, Charles de Gaulle écarte toute solution de force préconisée par certains de ses partisans et refuse toute orientation « bonapartiste » du mouvement.
Dans l'opposition, le RPF vit un véritable ostracisme de la part des autres partis politiques alors que certains de ses parlementaires tentent de nouer des contacts, contre l'avis de Charles de Gaulle, qui refuse toute compromission. De ce fait, Jacques Soustelle, un temps pressenti pour prendre la présidence du Conseil, doit renoncer.

#### Scission de 1952
En mars 1952, les dissensions au sein du mouvement finissent par aboutir à une scission. Vingt-sept députés RPF votent l'investiture du gouvernement d'Antoine Pinay, malgré la consigne contraire donnée par le général de Gaulle. Ces parlementaires sont alors exclus du parti. En juillet suivant, quarante-cinq autres députés RPF rompent avec la formation gaulliste. On parle alors de la "scission de 1952" au sein du parti gaulliste.

#### Échec aux municipales de 1953
L'année suivante, le 6 mai 1953, Charles de Gaulle rend leur liberté aux parlementaires après le résultat des élections municipales, à l’issue desquelles le RPF perd la moitié de ses voix et plusieurs des villes conquises en 1947 (Marseille notamment). Le Général explique cet échec par la trahison de la droite, coupable de l'avoir abandonné une fois que la menace communiste avait disparu. Parmi ces personnalités de droite accusées d'opportunisme figurent les députés qui ont investi Antoine Pinay en 1952 (parmi lesquels Édouard Frédéric-Dupont et Henry Bergasse). Le Général après cet échec se retire de nouveau et le RPF connaît des difficultés financières.

#### Tensions internes persistantes
D'autres imputent l’échec du RPF à des rivalités et ambitions personnelles, au fonctionnement autoritaire du parti ainsi qu’à ses méthodes, trop musclées pour certains, trop timorées pour d'autres. François Mauriac estime que Charles de Gaulle n'aurait jamais dû s'abaisser à entrer dans l'arène politicienne alors que d'autres considèrent que le rassemblement a échoué faute d’un tri suffisant des personnalités ayant rejoint le RPF, allusion faite à certains politiques, comme Édouard Frédéric-Dupont, qui ont voté les pleins pouvoirs au maréchal Pétain. En outre, le principe de la double appartenance n’a pas été un succès, les autres partis l'ayant interdite en qualifiant au passage de Gaulle de nouveau général Boulanger.
Les parlementaires restés fidèles au général de Gaulle se retrouvent dans le groupe de l’Union des républicains d'action sociale (URAS), devenu les Républicains sociaux (RS), tandis que les dissidents, derrière Edmond Barrachin, se rassemblent dans l'Action républicaine et sociale (ARS). Lucien Neuwirth, un fidèle du Général, raconte au Figaro Magazine en 1998, les circonstances de la création des Républicains sociaux :

« Après la mise en sommeil du RPF, nous avons fondé les Républicains sociaux. S'y retrouvaient des personnalités politiques comme Michel Debré, Edmond Michelet ou Roger Frey. Des jeunes aussi, comme Guy Ribeaud. Et surtout quelqu'un qui allait jouer un rôle capital par la suite, Léon Delbecque. Les Républicains sociaux avaient tout d'un groupuscule, mais enfin, cette structure nous permettait de survivre. Survivre, il le fallait, parce qu'au fur et à mesure des développements tragiques de l’affaire algérienne, nous sentions que là-bas, tout allait exploser […] L'Algérie, c'était une chaudière […] La IVe République était incapable de résoudre les grands problèmes et notamment ce drame colonial. Tout laissait à penser que la nation allait s'effondrer. De Gaulle était la seule personnalité capable d'empêcher cela. »

#### Dernières années
Le vote en 1954 des élus gaullistes participe, avec celui du PCF, à l'échec de l’instauration de la Communauté européenne de défense (CED).
Le 13 septembre 1955, le RPF est officiellement mis en sommeil. Certains membres des jeunes du RPF (JRF, Paris-jeunes) continuent une action solitaire autour du journal Le Télégramme de Paris, future base du mouvement gaulliste de gauche Front du progrès, et du Mouvement pour la communauté (MPC), une organisation de lutte armée contre l'OAS à la fin de la guerre d'Algérie.

## Programme

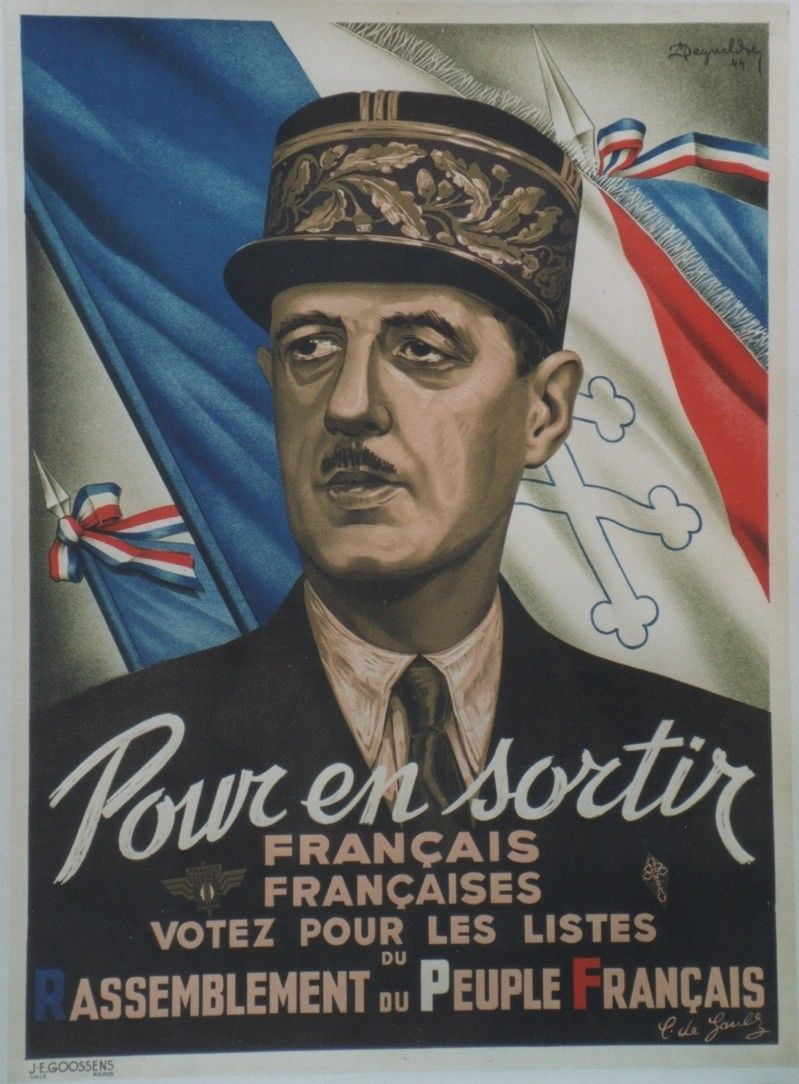
Affiche de 1947 appelant à voter pour les listes du RPF.

À son lancement, le programme du Rassemblement du peuple français repose sur quatre axes principaux : réforme de l’État, anticommunisme, alliance capital-travail et souveraineté française dans les colonies. Le but initial du parti est de lutter contre le régime « exclusif » des partis, de s'opposer à l'avancée du communisme et de promouvoir une nouvelle réforme constitutionnelle privilégiant le pouvoir exécutif.

### Opposition à laIVeRépublique
Le RPF est ainsi avant tout destiné à être un instrument de combat contre les institutions de la IVe République et contre les communistes, qualifiés de « séparatistes » par de Gaulle dans son discours du 27 juillet 1947 à Rennes. Les discours de Bayeux (juin 1946) et d’Épinal (septembre 1946) sont les fondements des propositions gaulliennes en matière institutionnelle. Le Général dénonce un régime où « les marchandages des partis passent avant les intérêts de la France » et soutient le principe d'un exécutif fort procédant du peuple.

### Troisième voie économique
Le 4 janvier 1948, lors d’un discours à Saint-Étienne, Charles de Gaulle insiste sur des propositions en matière socio-économiques, avec notamment l’association capital-travail, consistant à chercher une troisième voie entre capitalisme et collectivisme. Le RPF se dote d'une Action ouvrière (AO) puissante et bien implantée, et se manifeste aussi à travers le syndicalisme indépendant de la Confédération générale des syndicats indépendants (CGSI).

### Politique étrangère
En politique extérieure, le RPF fait part de ses inquiétudes concernant l'avancée du communisme dans l'Union française et la situation en Indochine (de Gaulle exclut tout meeting sur la guerre d’Indochine et salue « avec soulagement et quasi-gratitude une fin scellée » en 1954-1955 par Pierre Mendès-France).
Le parti se méfie de la renaissance de l'État allemand et désapprouve les initiatives européennes de la France (création du conseil de l'Europe, plan Schuman, CECA, et CED). Au nom de l'indépendance nationale, le mouvement gaulliste se montre également de plus en plus hostile à l'évolution des relations transatlantiques et préconise une Europe confédérée basée sur le droit des nations.

## Principales personnalités

### Secrétaires généraux
- 1947-1951 : Jacques Soustelle
- 1952-1954 : Louis Terrenoire
- 1954 : Jacques Foccart
- 1954-1955 : Michel Anfrol

### Autres figures
- Dirigeants du service d'ordre : Dominique Ponchardier, Claude Dumont et Pierre Debizet
- Jacques Baumel (ancien président du groupe UDSR en 1946)
- René Capitant
- Jacques Chaban-Delmas
- Jean Charbonnel
- Jacques Debû-Bridel
- Roger Dusseaulx
- René Fillon (trésorier)
- Christian Fouchet (vice-président du groupe de 1952 à 1955)
- Roger Frey
- Joseph Halleguen
- André Malraux
- Edmond Michelet
- Léon Noël (membre de la commission administrative puis membre du conseil de direction, président du groupe RPF à l'Assemblée nationale[15], également membre et vice-président du conseil national du mouvement, député de l'Yonne)
- Jean Pompei (directeur du bureau politique)
- Robert Poujade (maire de Dijon de 1971 à 2001)
- Jean Royer (maire de Tours de 1959 à 1995)

## Service d'ordre

### Protection des meetings contre le PCF
Des affrontements entre militants gaullistes et contre-manifestants communistes se multiplient après la fondation du RPF. Dès son célèbre discours de Rennes le 27 juillet 1947, de Gaulle dénonce « ces hommes qui ont fait vœu d’obéissance aux ordres d’une entreprise étrangère de domination, dirigée par les maîtres d’une puissance slave ». Le 20 août suivant, Gaston Palewski et Roger Souchal renoncent à tenir une réunion publique à Longwy en raison de la mobilisation de centaines de mineurs appelés par le PCF.
À ses débuts, le service d’ordre (SO) du RPF n’est ni organisé, ni efficace. Entre avril et septembre 1947, encore trop peu fourni, il ne parvient pas à empêcher la perturbation des rassemblements gaullistes par le PCF. Les forces de l'ordre semblant longtemps absentes lors de rassemblements de masse, comme celui du parc de Vincennes le 5 octobre 1947, le RPF se prémunit. Selon d'autres sources, les CRS commencent cependant à jouer leur rôle à cette époque précise.

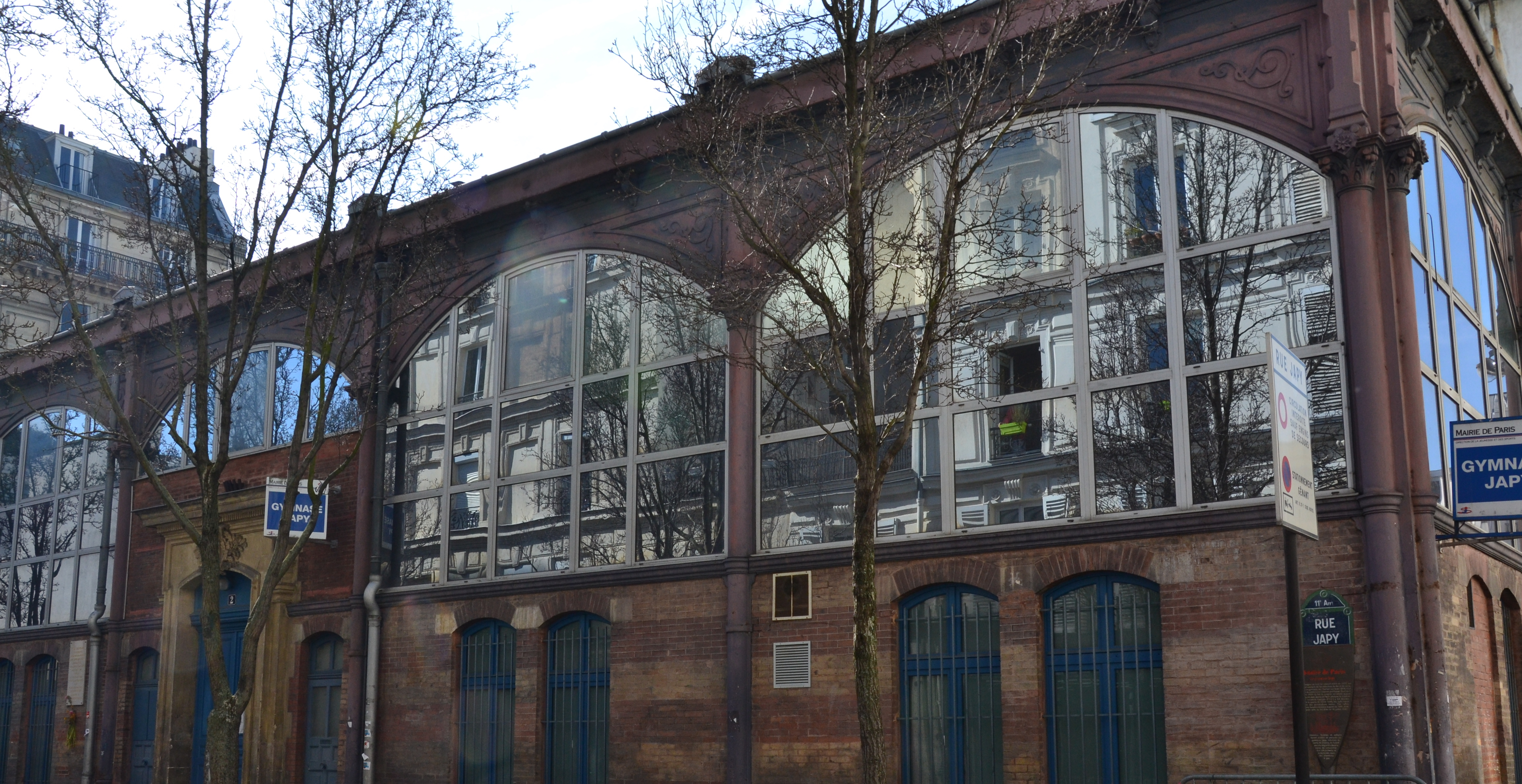
Le gymnase Japy, où des militants communistes perturbent violemment la tenue d'un rassemblement du RPF, le 2 septembre 1947.

Si seulement quelques réunions sont perturbées, les contre-manifestations sont systématiques, dégénérant volontiers, René Serre, pilier du SO à partir de 1947, raconte dans un livre de 1954, la violence de ces affrontements avec l’extrême gauche. Un service d'ordre « musclé » est ainsi progressivement constitué, notamment à la suite des heurts du gymnase Japy à Paris, le 2 septembre 1947. Après ce meeting, où il n'a pas pu parler à la tribune, André Malraux réclame une réunion de la direction du RPF pour renforcer considérablement le service d'ordre. En octobre 1947, il est confié à un proche de Malraux, l'antiquaire Alfred Sambon, un bourgeois parisien sans charisme qui ne donne pas satisfaction.
À l'automne 1947 aussi, se multiplient les rapports policiers alarmistes et fausses informations, amenant le RPF à fonder un service de sécurité clandestin et militarisé appelé « Auto-Défense ». En novembre, l'affaire Vincent Voulant de Marseille, dans laquelle le RPF local clame son innocence, fait une mauvaise publicité au mouvement gaulliste et lui donne une réputation criminelle, notamment en Provence, ce qui participe à son déclin électoral. Afin de se couvrir en cas de « bavure », les statuts du SO interdisent tout port d’armes prohibées, mais l’affaire Vincent Voulant montre la difficulté à faire respecter cette consigne,.
C'est seulement au printemps-été 1948 que le service d’ordre arrive à crédibiliser politiquement le parti et à réunir 15 000 militants comme souhaité, après la reprise en main menée par Dominique Ponchardier début 1948,. Il est alors organisé sur un modèle paramilitaire, dans un contexte de grande violences politiques et idéologiques.

### Renseignements sur le PCF
Le souci de renseignements sur le PCF intervient aux débuts de la guerre froide, à un moment où les services américains s'inquiètent sérieusement de l'influence grandissante du communisme. En 1947, au moment de la création de la CIA, s'installe dans les milieux dirigeants français l'obsession de « connaître le nombre » de militants du PCF. Inspiré par l’action de l’ex-BCRA, le RPF double son service d’ordre d’un service de renseignement chargé de surveiller les fédérations locales du PCF. Il s'agit de bénéficier d'indiscrétions afin de prévenir les infiltrations/provocations et de repérer les éventuelles menaces, ou même rédiger « des rapports mentionnant des noms d'officiers communistes ou supposés tels », notamment les « anciens FTPF intégrés dans l'active » en recourant à des policiers et militaires.

### Recrutement de militaires
La composante militaire au sein du parti se renforce progressivement. Dans la zone d'occupation française en Allemagne, le RPF, à ses débuts, recrute dans les casernes. Dans l’Aube, en prévision d'une tentative d’enlèvement communiste, un ancien du réseau Seine-Castille sélectionne des aires d’atterrissage éventuelles pour permettre à de Gaulle de fuir. Dans l'Est de la France comme ailleurs, le SO compte beaucoup de militaires en partance ou de retour d’Indochine ; dans le Haut-Rhin, en février 1951, son nouveau chef est un jeune officier parachutiste de réserve. Les parachutistes forment notamment la majorité du service d’ordre dans le Gers, le Finistère, les Pyrénées-Orientales et le Vaucluse. À Saint-Brieuc, les 80 « paras » du SAS local travaillent en permission pour le RPF. Le gouvernement est même obligé d'écrire à l'état-major, pour demander que les responsables du service d’ordre n’utilisent plus la logistique de l'armée (essence, radio, etc.).

## Résultats électoraux
| Année | Voix      | Voix  | Sièges    | Rang | Gouvernement |
| Année | Nombre    | %     | Sièges    | Rang | Gouvernement |
| ----- | --------- | ----- | --------- | ---- | ------------ |
| 1951  | 4 125 492 | 21,75 | 121 / 625 | 2e   |              |

## Siège

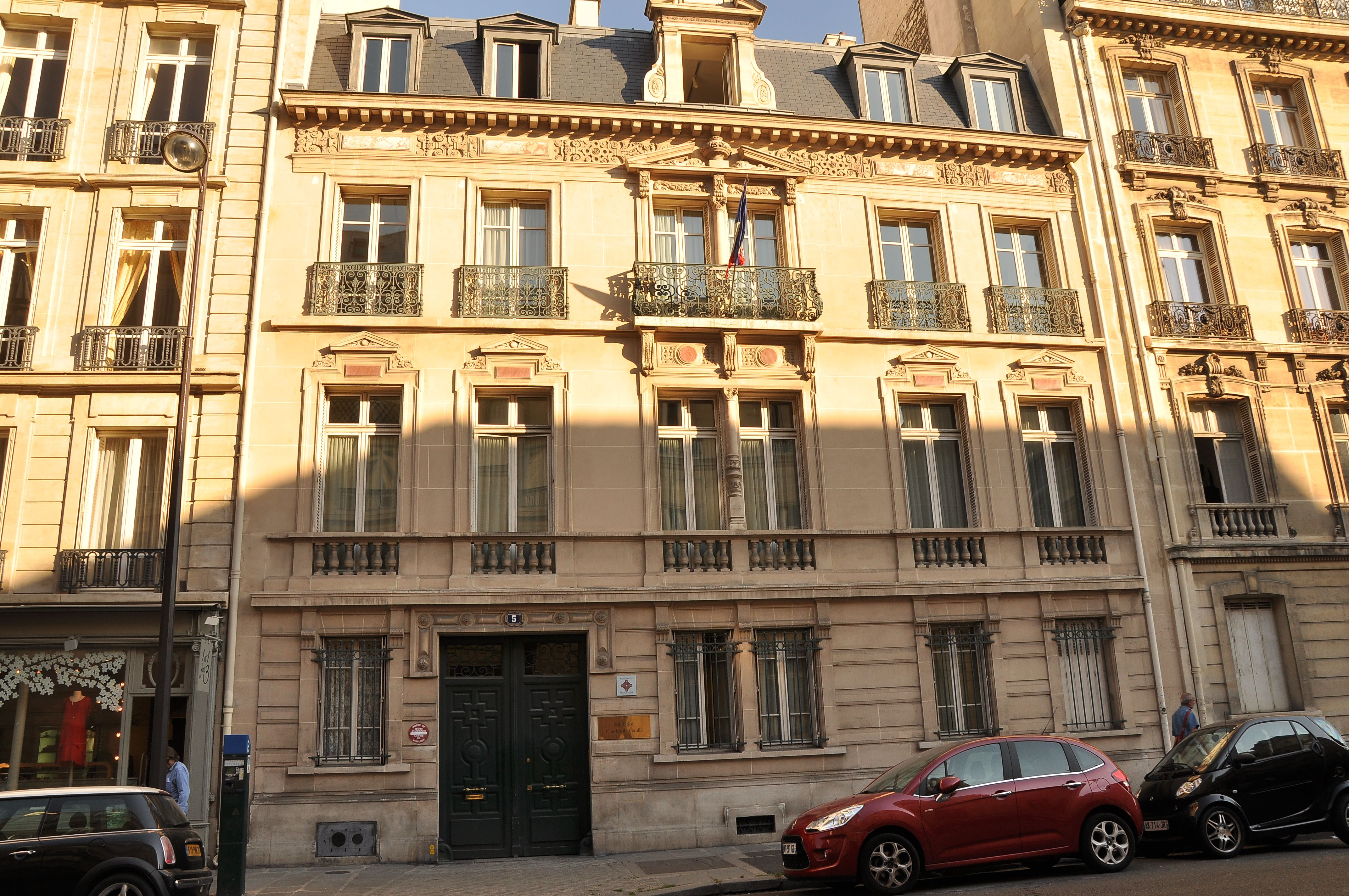
Immeuble situé au 5, rue de Solférino (Paris), siège du RPF puis de la Fondation Charles-de-Gaulle.

Le siège du RPF se situe au 5, rue de Solférino, qui devient ensuite le siège de la Fondation Charles-de-Gaulle.

## Bilan et héritage
Pour Charles de Gaulle, selon des propos rapportés par Alain Peyrefitte, le RPF aura été « un demi-succès ou un demi-échec ». Il aurait surtout permis de préparer le « recours » de 1958, avec des réseaux lui permettant de revenir aux affaires et de fonder l'Union pour la nouvelle République (UNR). Jacques Foccart, avant-dernier secrétaire général du RPF, regroupera dans le même temps d'anciens membres du service d'ordre du Rassemblement pour constituer le Service d'action civique (SAC).
Le RPF aura servi également à affirmer une culture politique gaulliste basée sur la fidélité personnelle à l'homme, l'appel du 18 Juin, le souvenir de la Résistance, l'aspiration à la transformation sociale par l'association et l'indépendance nationale.
Après le RPF, une succession de groupes parlementaires et partis gaullistes ou se réclamant du gaullisme sont créés :
- 1955-1958 : Républicains sociaux (RS) ;
- 1958-1962 : Union pour la nouvelle République (UNR) ;
- 1962-1967 : Union pour la nouvelle République - Union démocratique du travail (UNR-UDT) ;
- 1967-1976 : Union des démocrates pour la République (UDR) ;
- 1976-2002 : Rassemblement pour la République (RPR) ;
- 2002-2015 : Union pour un mouvement populaire (UMP) ;
- depuis 2015 : Les Républicains (LR) ;

### Témoignages et souvenirs
- Jean Charbonnel, À la gauche du Général, Paris, Plon, 1996.
- Jacques Debû-Bridel, Les Partis contre de Gaulle, Paris, Aymeri Somogy Éditeur, 1948.
- Joseph Halléguen, Aux quatre vents du gaullisme, 1940-1952, Tome 1. Introduction au désordre français, Paris, Éditions Dervy, 1953.
- Alain Peyrefitte, C'était de Gaulle, Paris, Fayard-Fallois, 2000, 680 p.
- Jacques Soustelle, 28 ans de gaullisme, Paris, La Table-Ronde, 1968.
- Colonel Rémy, Dix ans avec de Gaulle, Paris, France-Empire, 1971.
- Michel Anfrol, Entretiens avec Michel Anfrol, Hélène et Julien Brando, Orléans, Regain de lecture, 2021